# Distrikt Torres Causana
Der Distrikt Torres Causana liegt in der Provinz Maynas in der Region Loreto in Nordost-Peru. Der Distrikt wurde am 2. Juli 1943 gegründet. Der Distrikt hat eine Fläche von 6912 km². Beim Zensus 2017 lebten 4947 Einwohner im Distrikt. Im Jahr 1993 lag die Einwohnerzahl bei 4238, im Jahr 2007 bei 4865. Verwaltungssitz ist die 188 m hoch am linken Flussufer des Río Napo gelegene Ortschaft Cabo Pantoja mit 514 Einwohnern (Stand 2017). Cabo Pantoja befindet sich 375 km nordnordwestlich der Provinz- und Regionshauptstadt Iquitos an der Grenze zu Ecuador.

## Geographische Lage
Der Distrikt Torres Causana liegt im peruanischen Amazonasgebiet im äußersten Norden der Provinz Maynas. Der Río Napo durchquert den Distrikt in südöstlicher Richtung. Der Río Aguarico verläuft im äußersten Nordwesten entlang der ecuadorianischen Grenze zum Río Napo.
Der Distrikt Torres Causana grenzt im Osten, im Süden und im Südwesten an den Distrikt Napo, im Nordwesten an Ecuador sowie im Norden an die Distrikte Teniente Manuel Clavero und Rosa Panduro.